# Louis Baraguey d'Hilliers
Louis Baraguey d'Hilliers (13. srpna 1764 Paříž – 6. ledna 1813 Berlín) byl francouzský generál z období napoleonských válek.

## Život
Baraguey pocházející ze starého rodu nižší šlechty, vstoupil 1783 do královské armády a sloužil jako kadet v alsaském pěším pluku. Roku 1787 byl povýšen do nejnižší důstojnické hodnosti – stal se podporučíkem. Po vypuknutí Francouzské revoluce však v žebříčku hodností začal prudce stoupat. Tak se stal roku 1791 poručíkem, o rok později již kapitánem, ale tentýž rok byl povýšen do hodnosti podplukovníka. Stal se zástupcem náčelníka štábu armády generála Custina a později Alexandra Beauharnaise a v dubnu 1793 se stal brigádním generálem. Bohužel s pádem generála Custina a Beauharnaise byl zatčen i d’Hilliers a každým dnem hrozila mu poprava, která neminula oba jeho představené. Od gilotiny jej zachránil jen převrat 9. termidoru (27. července 1794) a tím pád Robespierra a hrůzovlády. V roce 1795 bojoval proti royalistickým povstalcům na pařížském předměstí Saint-Antoine, poté však byl suspendován, zatčen a postaven před válečný soud. Tribunálem byl však zproštěn viny. Po skončení procesu sloužil v Cherbourgu u západní armády pod velením generála Hochea a poté byl převelen k italské armádě generála Bonaparta. Zde mu vrchní velitel svěřil dvě půlbrigády s nimiž obsadil Bergamo a v květnu 1797 Benátky a byl tam jmenován guvernérem. Za své vynikající výsledky byl v březnu 1797 povýšen do hodnosti divizního generála. V dalším roce se účastnil egyptské výpravy, ale po dobytí Malty byl poslán s vítěznými trofejemi a kořistí zpět do Francie. Dne 27. června 1798 byla však jeho fregata La Sensible napadena britskou přesilou a generál d’Hilliers byl v boji zraněn a padl do zajetí. Dopraven do Portsmouthu byl pro zranění propuštěn na čestné slovo.
Po návratu do Francie byl již 31. července 1798 zatčen a obviněn z paktování se s nepřítelem a opět stanul před válečným soudem a opět byl zproštěn viny. Následujícího roku byl jmenován náčelníkem štábu rýnské armády a operoval pod Macdonaldem. V roce 1801 byl jmenován generálním inspektorem pěchoty a roku 1804 obdržel hodnost generálplukovníka dragounů. V tažení 1805 velel záložní kavalérii a vynikl u Elchingenu (14. října 1805) a poté byl jmenován velitelem Ingolstadtu. Roku 1808 se stal podruhé guvernérem Benátek a v tažení 1809 sloužil pod místokrálem Evženem. Vynikl v bitvě u Raabu (14. června 1809). Po uzavření Schönbrunnského míru (14. října 1809) byl jmenován vrchním velitelem v Tyrolsku, kde významně přispěl k zklidnění situace.
V roce 1810 jej Napoleon převelel do Španělska a Baraguey tam převzal velení armády v Katalánsku. V roce 1809 byl mu udělen titul hrabě císařství. Během ruské kampaně 1812 byl nejprve dosazen do funkce guvernéra Smolensku a při ústupu se stal velitelem divize 9. sboru maršála Victora. V tíživé situaci musel část své divize nechat kapitulovat před Rusy (9. listopadu 1812) za což upadl do Napoleonovy nemilosti. Byl zbaven funkce a měl být postaven před válečný soud. V přípravě k procesu, zcela zdeptaný depresemi a vyčerpán prodělanou ruskou kampaní onemocněl „fievre inflamatoire et nerveuse“ („zánětlivá a nervová horečka“), což mohl být tyfus[nepřesný odkaz] a zemřel v Berlíně asi na předávkování opiem, které bylo v té době standardním lékem průjmových onemocnění.
Baraguey d'Hilliers je jedním z 558 důstojníků a generálů, jejichž jména jsou vyryta na Vítězném oblouku v Paříži.
Jeho syn Achille se stal v době Napoleona III. maršálem Francie.